# Hipotonía
Hipotonía es un término médico que indica disminución del tono muscular (grado de contracción que siempre tienen los músculos aunque estén en reposo). También se conoce como flacidez.

## Conceptos
Se define la hipotonía como la disminución del tono en forma generalizada o focal, que generalmente se asocia a déficit en el desarrollo psicomotor. Este síndrome se caracteriza por la presencia de posturas anormales y poco habituales, disminución de la resistencia de las articulaciones a los movimientos pasivos, aumento de la movilidad de las articulaciones, o amplitud durante los movimientos pasivos. 
La debilidad condiciona hipotonía, pero no siempre, la hipotonía ocasiona debilidad. Esta entidad puede asociarse a disminución de los movimientos espontáneos.
La hipotonía aparece cuando se seccionan las raíces ventrales que van hacia el músculo o las raíces dorsales que vienen del músculo relacionadas con el músculo hipotónico. También puede ocurrir en enfermedades que afectan ciertas partes del cerebro, principalmente al cerebelo. Se define como la pérdida o disminución del tono muscular, en este caso ocurrirá una reducción en la resistencia a la movilización pasiva de las extremidades. 
Al cargar un bebé hipotónico estos tienden a deslizarse entre las manos de quien lo carga, ya que no existe una fuerza de resistencia que se oponga, esta situación se observa con frecuencia cuando se alzan desde las axilas, ya que los brazos del bebé se elevaran sin oponer resistencia alguna. Puede haber un control disminuido o ausente de la cabeza, en donde ésta puede caer hacia delante, atrás o hacia los lados. Es probable que el bebé hipotónico mantenga brazos y piernas extendidas que es contrario a lo que haría uno con tono muscular normal. Como características importantes deben mencionarse la disminución o ausencia de movimiento y la debilidad muscular.

## Clasificación
- De acuerdo con la presencia o ausencia de movimiento:
  - Hipotonía paralítica: hay ausencia de movimientos o adinamia. En estos casos la hipotonía generalmente es secundaria a una lesión neuromuscular.
  - Hipotonía no paralítica: Prevalece la hipotonía como signo principal, la movilidad del niño es normal y el origen de la enfermedad es una alteración en el sistema nervioso central.

- De acuerdo con el nivel de la lesión subyacente:
  - Hipotonía neurológica: por una lesión en el SNC. Esta lesión puede estar localizada a nivel suprasegmentaria o central, segmentaria o periférica o mixta si afecta a ambos.
  - Hipotonía elástica: alteración en tejidos conectivos, músculos, tendones y cartílagos involucrados en posturas y movimientos articulares.
  - Hipotonía mixta: compromete tanto al SNC como al tejido conectivo.

- De acuerdo con la etiología
  - No neurológica
    - Desnutrición protéico-calórica
    - Cardiopatías congénitas
    - Desórdenes del tejido conectivo
    - Hipotiroidismo congénito
    - Ambiental

  - Sistema nervioso central
    - Encefalopatía hipóxico-isquémica
    - Encefalopatía bilirrubínica
    - Enfermedad cerebelosa congénita
    - Enfermedades genéticas y cromosomopatías
    - Síndrome de Prader-Willi
    - Síndrome de Laurence Moon-Biedl.

  - Médula espinal
    - Atrofia muscular espinal
    - Degeneración neuronal infantil
    - Poliomielitis

  - Nervio, raíz nerviosa
    - Neuropatía sensitivo motora

  - Unión neuromuscular
    - Miastenia neonatal transitoria
    - Miastenia grave congénita
    - Botulismo infantil

  - Miopatías
    - Distrofia miotónica
    - Miopatía miotubular
    - Enfermedad de núcleo central
    - Miopatía nemalínica
    - Distrofia muscular congénita
    - Enfermedad por depósito de glucógeno
    - Distrofia muscular facioescapulohumeral
    - Encefalomiopatía mitocondriales.

  - Otras:
    - Hipotonía congénita benigna